# Pla de l’Ermita
Pla de l’Ermita – miejscowość w Hiszpanii, w Katalonii, w prowincji Lleida, w comarce Alta Ribagorça, w gminie La Vall de Boí.
Według danych INE w 2020 roku liczyła 82 mieszkańców – 48 mężczyzn i 34 kobiety. 